# Giuseppe Rocco Volpi
Giuseppe Rocco Volpi, S.J. (Padova, 1692 – Roma, 1746), è stato uno scrittore italiano.
Nel 1745 pubblicò il 10° volume del Vetus Latium profanum, di cui già dal 1726 curava la pubblicazione, già avviata da Pier Marcellino Corradini nel 1704-05.